# کشتار داخائو

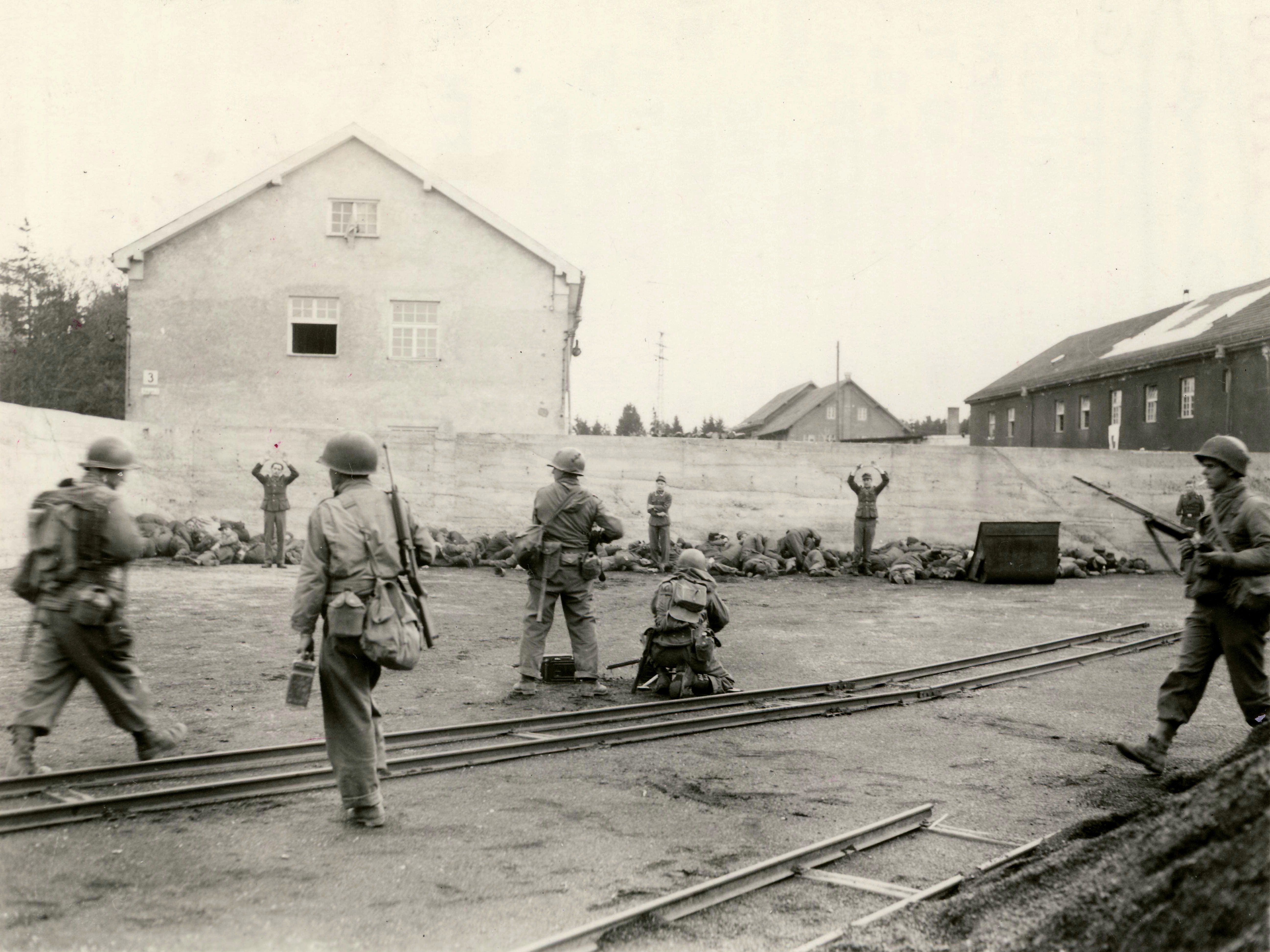
صحنه اعدام نظامیان اس اس در داخائو.

کشتار اردوگاه کار اجباری داخاو به مجموعه حوادثی گفته می‌شود که پس از تسخیر این اردوگاه کار اجباری توسط نظامیان ارتش آمریکا در روز ۲۹ آوریل ۱۹۴۵ در اواخر جنگ جهانی دوم انجام شد. این حوادث شامل کشتار اسرای جنگی آلمانی و نگهبانان آلمانی اردوگاه کار اجباری داخاو می‌باشد. این کشتار توسط تیپ پیاده ۴۵ ارتش ایالات متحده انجام گردید. در زمان انتقام جویی های آزادسازی داخاو ، اسیران جنگی آلمانی توسط سربازان آمریکایی و اسرای اردوگاه کار اجباری در محوطه اردوگاه داخاو در ۲۹ آوریل ۱۹۴۵، در طول جنگ جهانی دوم کشته شدند. مشخص نیست که چند عضو اس‌اس در این حادثه کشته شده اند، اما بیشتر تخمین ها تعداد کشته ها را در حدود ۳۵ الی ۵۰ نفر برآورد کرده اند. در روزهای قبل از آزادسازی اردوگاه، نگهبانان اس اس در حدود ۷۰۰۰ زندانی را در یک راهپیمایی مرگ مجبور به رژه کردند که به کشته شدن تعداد زیادی از اسرا منجر شد. هنگامی که سربازان متفقین، داخاو را آزاد کردند، آنها با شوک، وحشت و آشفتگی ناشی از پیدا کردن انبوه اجساد اسرا، و همچنین به دلیل درگیری برخی از نگهبانان باقی مانده که ظاهراً به روی آنان آتش گشودده بودند، عصبانی شده و همین امر عامل اصلی وقوع کشتارها گزارش گردد دیده است.

## شروع خشونت ها و درگیری
در ۲۹ آوریل ۱۹۴۵، سربازان گردان ۳، هنگ ۱۵۷ از لشکر ۴۵ پیاده نظام، به فرماندهی ستوان سرهنگ فلیکس ال اسپارکز، با نزدیک شدن به مجتمع گسترده داخاو از ناحیه جنوب غربی، ۳۹ واگن پارک شده در خط آهن که حاوی حدود ۲۰۰۰ جسد اسکلتی بودند را پیدا کردند. مسیرهای بیرون از مجموعه یکی از قربانیانی با جمجمه خرد شده پیدا شده بود و بافت مغز متلاشی شده بر روی زمین مشاهده شد. بنا بر گزارش ها بوی بدن های پوسیده انسان، دیدن اجساد برهنه و دلگیر محیط باعث ایجاد استفراغ، گریه و عصبانیت در سربازان پیشرو شده است.
۲۲ سرباز پیشرو از جوخه اچ، هنگ ۲۲ با استفاده از بلندگو برای تماس با سربازان اس اس،استفاده کردند اما از سوی مقابل بر روی آنها آتش گشوده شد.
پس از پیشروی به داخل مجتمع و خود منطقه زندان، سربازان اجساد بیشتری پیدا کردند. بعضی‌ها ساعت‌ها و روزها قبل از اسارت اردوگاه به قتل رسیده بودند. سربازان از ردیف سازه‌های بتونی را مشاهده که شامل اتاق‌هایی مملو از صدها تن جسد برهنه بود و به سختی از کف تا سقف اتاق‌ها قرار گرفته بودند. همچنین یک دستگاه خالی زغال سنگ و یک اتاقک گاز نیز رؤیت گردید.

## اعدام توسط سربازان آمریکایی

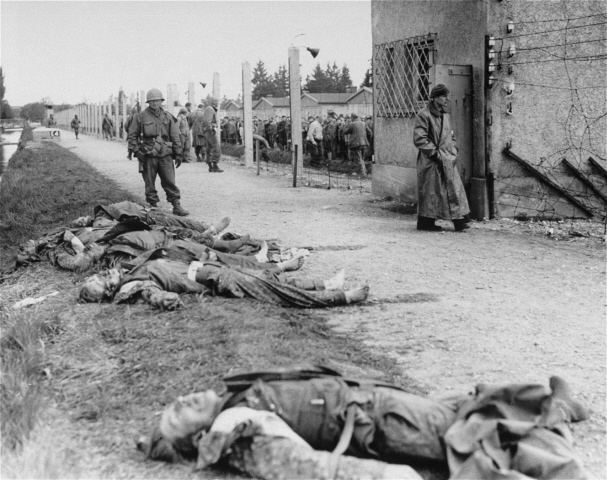
نمای نزدیک از نظامیان اس اس کشته شده.

سرهنگ دوم فلیکس ال. اسپارکس ، فرمانده گردان یکم هنگ ۱۵۷ از لشکر ۴۵ پیاده نظام، ارتش هفتم ایالات متحده، در مورد این حادثه نوشت. وی اعدام حدود ۵۰ زندانی آلمانی که توسط هنگ ۱۵۷ پیاده نظام اسیر شده بودند را در منطقه ذخیره زغال سنگ اردوگاه مشاهده کرده‌است. این منطقه تا حدی توسط یک دیوار سنگ‌تراشی به شکل ال حدود ۸ فوت (۲.۴ متر) ارتفاع دارد و در کنار یک بیمارستان محصور شده‌است. وی همچنین از اعدام این اسرا به دست یک سرباز ۱۹ سال آمریکایی با اسم مستعار نظامی «بردی» سخن به میان آورده‌است.

## همچنین
- جنایات جنگی متفقین در جنگ جهانی دوم

1. ↑  «Dachau». web.archive.org. ۲۰۱۲-۰۲-۱۷. بایگانی‌شده از اصلی در ۱۷ فوریه ۲۰۱۲. دریافت‌شده در ۲۰۲۳-۰۵-۱۱.
2. ↑  «Boston.com | Boston Globe Online | Nation | The Secret History of World War II». web.archive.org. ۲۰۱۴-۱۱-۰۳. بایگانی‌شده از اصلی در ۳ نوامبر ۲۰۱۴. دریافت‌شده در ۲۰۲۳-۰۵-۱۱.
3. ↑  «The Horrifying Discovery of Dachau Concentration Camp—And Its Liberation by US Troops | HISTORY». www.history.com. دریافت‌شده در ۲۰۲۲-۰۲-۰۸.
4. ↑  «Dachau Concentration Camp - Liberation April 29,1945 Timeline Dachau». web.archive.org. 2013-10-10. بایگانی‌شده از اصلی در ۱۰ اكتبر ۲۰۱۳. دریافت‌شده در 2020-05-21. تاریخ وارد شده در |archive-date= را بررسی کنید (کمک)